# Campionato di hockey su ghiaccio della Comunità degli Stati Indipendenti
Il Campionato di hockey su ghiaccio della Comunità degli Stati Indipendenti (noto anche come International Hockey League (IHL) per la denominazione assunta nel 1992-1993, di fatto il primo campionato della CSI) soppiantò il campionato di hockey su ghiaccio dell'Unione Sovietica quando l'URSS si dissolse a cavallo fra il dicembre 1991 ed il gennaio 1992. Durò fino al 1995-1996 e dava il titolo di campione della CSI (in russo Чемпионат СНГ?). Fu soppiantato dalla Superleague russa.
Il campionato ha - nella sua breve vita - cambiato più volte denominazione ufficiale: Lega Nazionale della CSI (1991-1992), Lega internazionale della CSI (1992-1993) e Lega interstatale russa (dal 1993-1994 al 1995-1996).

## Albo d'oro
| Stagione  | Campione       | Secondo posto  | Terzo posto                                | Vincitore della coppa |
| 1992/1993 | Dinamo Mosca   | Lada Togliatti | Kryl'ja Sovetov Mosca, Traktor Čeljabinsk  | -                     |
| 1993/1994 | Lada Togliatti | Dinamo Mosca   | Traktor Čeljabinsk                         | Lada Togliatti        |
| 1994/1995 | Dinamo Mosca   | Lada Togliatti | Metallurg Magnitogorsk, Salavat Julaev Ufa | -                     |
| 1995/1996 | Lada Togliatti | Dinamo Mosca   | Salavat Julaev Ufa, Avangard Omsk          | Dinamo Mosca          |

Il campionato fu vinto per due volte dall'HC Dinamo Mosca (tre volte se si considera la stagione 1991/92), squadra che aveva già vinto le ultime edizioni del campionato sovietico, e due dall'HC Lada Togliatti: La squadra di Togliattigrad fu la prima squadra non moscovita ad aggiudicarsi il massimo titolo dell'hockey su ghiaccio russo.
Inoltre, oltre al titolo di campione della CSI, per due anni è stata assegnata anche una coppa.